# Château de Pocé-sur-Cisse
Le château de Pocé-sur-Cisse est un édifice situé à Pocé-sur-Cisse (Indre-et-Loire).
Il est inscrit au titre des monuments historiques par arrêté du 29 octobre 1937. Son parc est un site classé par arrêté du 23 février 1942.

## Historique
Au XIIIe siècle, la châtellenie dépend de Rochecorbon. La famille de Chauvigny la vend à Jean III de Bueil (famille de Bueil) au XIVe siècle. Le château date de la fin du XVe siècle. Jean V de Bueil, comte de Sancerre et amiral de France, et son fils, Antoine de Bueil, épouse Jeanne de France.
En 1609, Pocé est saisie et adjugée à André Dubecq, seigneur de Verdes. François-René Dubecq cède le domaine à Thomas Bonneau en 1661.
Il passe ensuite à Dominique Chaufourneau (1691), à Louis Pelluys (1703), à Jeanne Soulas (1714), épouse de René de Cop, trésorier de France à Tours, à Jean de Cop, maire de Tours, au comte de Milon de Mesme (1783) et à la marquise de Bridieu (1790).
Il est ensuite vendu comme bien national au maître de forges Armand Moisant. En 1823, par ordonnance du roi Louis XVIII, Moisand obtient l'autorisation de construire une « usine à fer » sur le ruisseau du moulin de Pocé. En 1829, son gendre qui a acquis le domaine le revend à Jean-Jacques Ducel et Paulin Viry. Une fonderie s'installe sur le terrain ; ses bâtiments sont situés sous le château. Ils ont aujourd'hui disparu lors de la réorganisation du domaine qui intervient à la fin du XIXe siècle, lorsque le château est restauré et remis en état afin de servie à l'agrément. Le parc s'orne de statues de fonte provenant de l'ancienne fonderie Ducel.
Mme Julian Bertrand l'acquiert en 1889. Sans enfant, elle lègue tous ses bien à la Fondation Julian-Bertrand pour l'enfance abandonnée en 1924.